# Гладуш Сергій Сергійович
Сергі́й Сергі́йович Гла́душ (25 грудня 1995, Кривий Ріг Дніпропетровська область, Україна — 7 квітня 2023, Новобахмутівка (Новобахмутська сільська рада) Донецька область). З 11 жовтня 2018 року по 27 жовтня 2020 року працював на підприємстві АрселорМіттал Кривий Ріг у доменному цеху № 1. Він займав посаду оператора 5 розряду, де займався розливанням, відвантаженням чавуну та підготовкою до виробництва.
З 7 червня 2021 року обіймав посаду електромонтера контактної мережі 5 розряду на Північному гірничо-збагачувальному комбінаті. Його робота охоплювала обслуговування Ганівського та Першотравневого кар'єрів. Загинув від артилерійського знаряду під час участі у бойових діях для забезпечення національної безпеки та оборони, відсічі збройної агресії Російської федерації.

## Біографія
У 2013 році Сергій завершив навчання у Водянській середній загальноосвітній школі І-ІІІ ступенів, де проявив себе як зразковий і відповідальний учень.
Його класний керівник згадує:
«Сергій був серйозним, врівноваженим і розсудливим. Він добре орієнтувався у життєвих ситуаціях, завжди відстоював свою думку та доводив розпочате до кінця. Сергій підтримував дружні стосунки з багатьма однолітками, був товариським і активним. Брав участь у шкільних спортивних змаганнях, олімпіадах і конкурсах, демонструючи наполегливість та самоконтроль. Його спокій і прагнення досягати поставлених цілей залишали найкращі враження».
Після школи Сергій вирішив продовжити навчання. У 2013 році він вступив на бюджетну форму навчання до Криворізького національного університету, обравши спеціальність на факультеті збагачення корисних копалин. Вибір професії став логічним продовженням його інтересу до технічних наук та бажання працювати на благо свого регіону.
Його наполегливість, відповідальність і здатність досягати поставлених цілей стали основою його успіхів як у навчанні, так і в подальшій професійній діяльності. Сергій завжди залишав по собі теплі спогади у вчителів, викладачів і друзів, надихаючи оточуючих своїм прикладом.
Його життєвий шлях — це історія справжнього патріота, чия відданість і мужність назавжди залишаться у пам’яті всіх, хто його знав.

## Сім'я
У травні 2022 року Гладуш Сергій  одружився. У Героя залишились мати, батько, брат, дружина та син 2023 р.н.

## Військова служба
Після півроку роботи, на АрселорМіттал Кривий Ріг Сергія призвали на строкову службу. Він проходив її у лавах Національної гвардії України у військовій частині 3011 з 26 березня 2019 року по 26 жовтня 2020 року. Протягом служби на посаді старшого стрільця 2 відділення З патрульного взводу 2 патрульної роти 1 патрульного батальйону, старший солдат Гладуш Сергій Сергійович характеризувався з позитивного боку.
«Вміло налагоджував статутні взаємовідносини у військовому колективі. Морально стійкий за характером, врівноважений та розсудливий. До виконання Конституції України, законів України, вимог Військової присяги, військових статутів Збройних Сил України інших нормативно-правових актів регламентуюючих порядок та організацію службово-бойової діяльності Національної Гвардії України, наказів командирів та начальників ставився сумлінно. За своїм рівнем підготовки, морально-психологічними якостями був завжди готовий до виконання завдань, пов'язаних із захистом Вітчизни, незалежності, територіальної цілісності України, боротьбі зі злочинністю. При вивченні військової справи постійно підвищував свій теоретичний та практичний рівень знань. Активно цікавився суспільно-політичним життям держави. Посадові обов'язки виконував з високим відчуттям відповідальності, за що був неодноразово заохочений правами командира підрозділу, правами командира частини за пів року освоїв військове діловодство», — так згадають капітани 2 патрульної роти 1 патрульного батальйону.
14 березня 2022 року вступив до лав 129 Територіальної оборони, спочатку займав посаду діловода, мав справу з документами бригади, окрім своєї роботи виконував і роботу пов'язану із документацією вищого командування, окрім цієї роботи виконував роботу і звичайного солдата. «Він мало спав, завжди виконував якусь роботу, ніколи не сидів без діла, він наче універсальний солдат який хотів вміти все, завжди прагнув досягти більшого, завжди вивчав щось нове, і це нове він опановув легко та за короткий термін», — говорять побратими. На початку військової служби у лавах Територіальної оборони мав позивний «SILVER» — що означає срібний. Займав посади діловода, кулеметника, стрільця. Завжди прагнув досягти більшого, оволодіти новими знаннями та навичками у військовій справі. «І це нове він опановув легко та за короткий термін», — говорять побратими. Серед офіцерського складу він також цінувався як солдат з відповідальністю, та чіткістю у своїх діях. На стрільбах показав, що він відмінний стрілок, свою справу знав чітко, та старався все виконувати швидко.
Потім офіцерським складом було вирішено дати йому посаду кулеметника.
Поміж великої кількості документації, та інших військових справ Сергій брав участь і у організаційних моментах 129 бригади: брав участь у врученні бойового прапора бригади, який проходив у Києві, потім у передачі прапора командиру бригади та інших заходах. Неодноразово він звертався до командування з проханням перевести його у зв'язківці, як у письмовій, так і усній формі, але завжди отримував відмову. У листопаді бригаду перевели на Запорізький напрямок, де вони допомагали укріплювати рубежі, обороняли берег Дніпра та готувалися до виїзду на передову лінію.
У січні Сергій знову звернувся до командування з проханням перевести його у зв'язківці, але знову отримав відмову. У лютому він написав звернення до командування з проханням зняти з нього обов'язки діловода та направити його до місця розташування батальйону та роти. Це звернення було підписане. У березні командир роти вирішив змінити позивний Сергія на «НЕМО» на честь капітана з роману Жуля Верна «Двадцять тисяч льє під водою». Сергій Гладуш завжди розповідав про армію і казав: «Армія — це зовсім інше життя, вона змінює тебе, хочеш ти цього чи ні». Сергій Гладуш постійно звертався з проханням переведення до Гвардії Наступу, але отримував постійні відмови. В кінці березня їх батальйон перевели до Донецька на Авдіївський напрямок, де розгорнулися запеклі бої. Вони стояли міцно на нульовій лінії непохитно стримуючи наступ російської армії вдень і вночі на Авдіївському напрямку. Сергій стояв, тримаючи автомат у руках, не зволікаючи навіть на мить. На жаль, їх батальйон не мав достатньої підтримки військової техніки, тому їм доводилося стримувати наступ російської армії тим, що було під рукою: кулемети, автомати, гранати. Він був прикладом відданості та мужності для своїх товаришів. Його сміливість і відвага надихали його побратимів, підтримуючи моральний дух на передовій лінії. Сергій захищав свою країну до останнього подиху, віддаючи все, щоб забезпечити безпеку і мир для України. Для його товаришів він назавжди залишиться справжнім Героєм.
Гладуш Сергій Сергійович загинув 7 квітня 2023 року від артилерійського знаряду під час участі у бойових діях для забезпечення національної безпеки та оборони, відсічі збройної агресії Російської Федерації у населеному пункті Новобахмутівка Донецької області, поблизу Авдіївки.

## Прощання та поховання
13 квітня 2023 року відбулось прощання з Гладушем Сергієм Сергійовичем у місті Кривий Ріг.
15 квітня 2023 року Гладуш Сергій Сергійович був кремований у місті Одеса за власним бажанням.
19 квітня 2023 року прах Гладуша Сергія Сергійовича був похований на центральному кладовищі у секторі почесних поховань.

## Нагороди
- Нагороджений указом в.о. міського голови від 10 квітня 2023 — нагрудним знаком «За заслуги перед містом» ІІІ ступеня, посмертно.
- Нагороджений указом президента України від 18 липня 2023 року — орденом «За мужність» ІІІ ступеня, 
посмертно.
- Нагороджений  за рішенням Девладівської сільської ради, сільським головою Неліпою Оленою від 14 листопада 2023 почесною відзнакою Девладівської Територіальної громади "Захиснику України", посмертно.
- Нагороджений відзнакою начальника районної військової адміністрації нагрудний знак"ЗА ЗАХИСТ КРИВОРІЗЬКОГО РАЙОНУ" від 06.11.2024, посмертно.

## Пам'ять
- Обласна державна адміністрація своїм рішенням №Р-314/0/3-24 від 26.07.2024 перейменувала вулицю Карбишева на честь Сергія Гладуша.
- Створено Алею Слави у Девладівській сільській громаді на якій встановлено пам'ятні банери Сергію Гладушу та ще 16 захисникам. Від 06.12.2023.
- Відкрито меморіальну дошку у Водянській гімназії у  Девладівській Сільській Громаді 29.08.2024.
- Волонтерська  програма  "Стела Героїв".
- Волонтерська програма "Куби Пам'яті" міста Кривого Рогу. Від 24.02.2024.
- Прах Гладуша Сергія Сергійовича був похований на центральному кладовищі у секторі почесних поховань.
- Планується встановлення меморіальної дошки у місті Кривий Ріг.